# Sklabinský Podzámok
Sklabinský Podzámok – wieś (obec) na Słowacji położona w kraju żylińskim, w powiecie Martin. Pierwsze wzmianki o miejscowości pochodzą z roku 1678.
Według danych z dnia 31 grudnia 2016, wieś zamieszkiwały 193 osoby, w tym 89 kobiet i 104 mężczyzn.
W 2001 roku rozkład populacji względem narodowości i przynależności etnicznej wyglądał następująco:
- Słowacy – 99,46%
- Czesi – 0,54%

Nazwa Sklabinský Podzámok związana jest z historią wsi, rozwijającej się jako wieś służebna zamku Sklabinia, którego ruiny wznoszą się na wzgórzu na zachód od wsi.

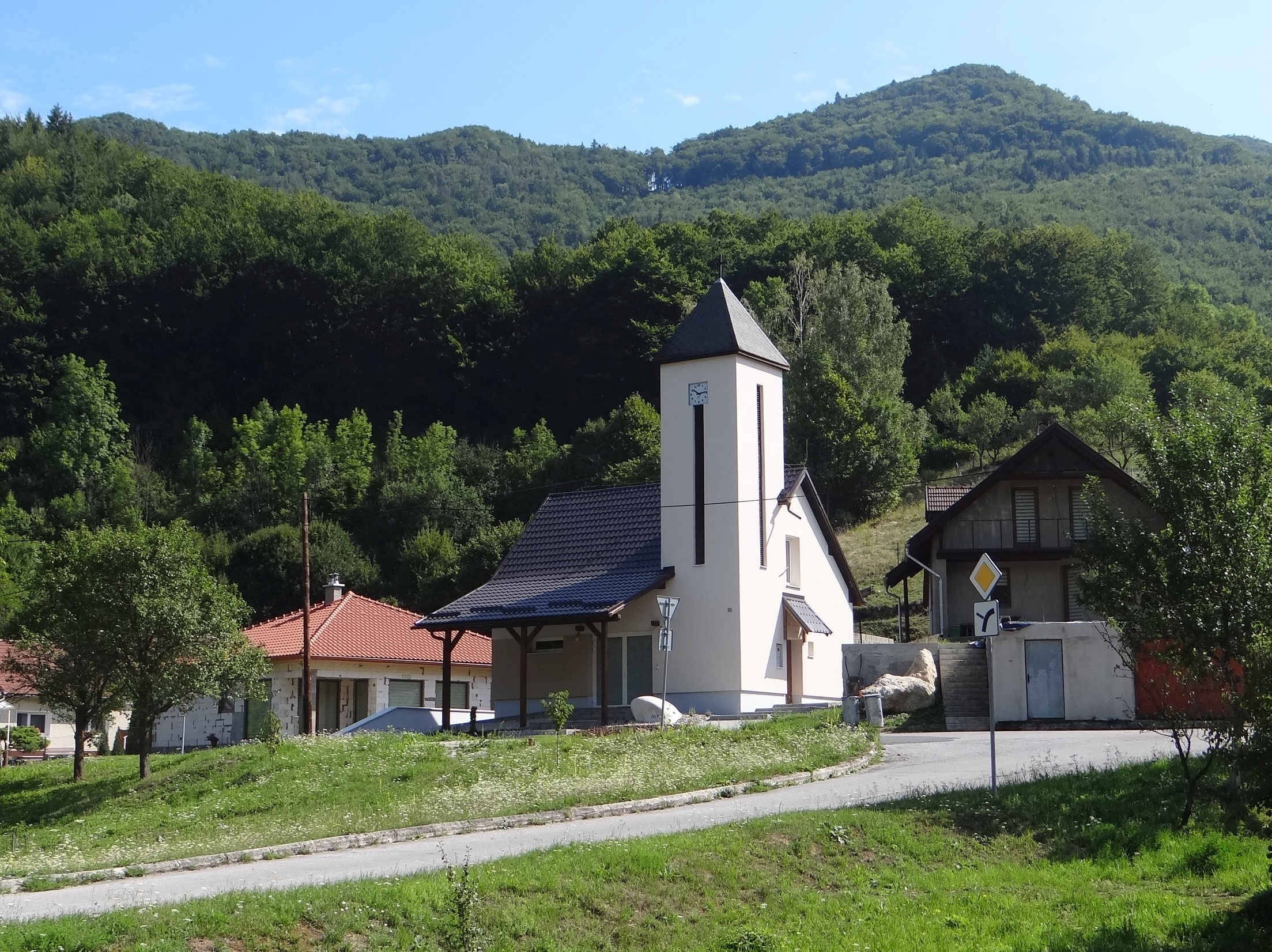
Kościół
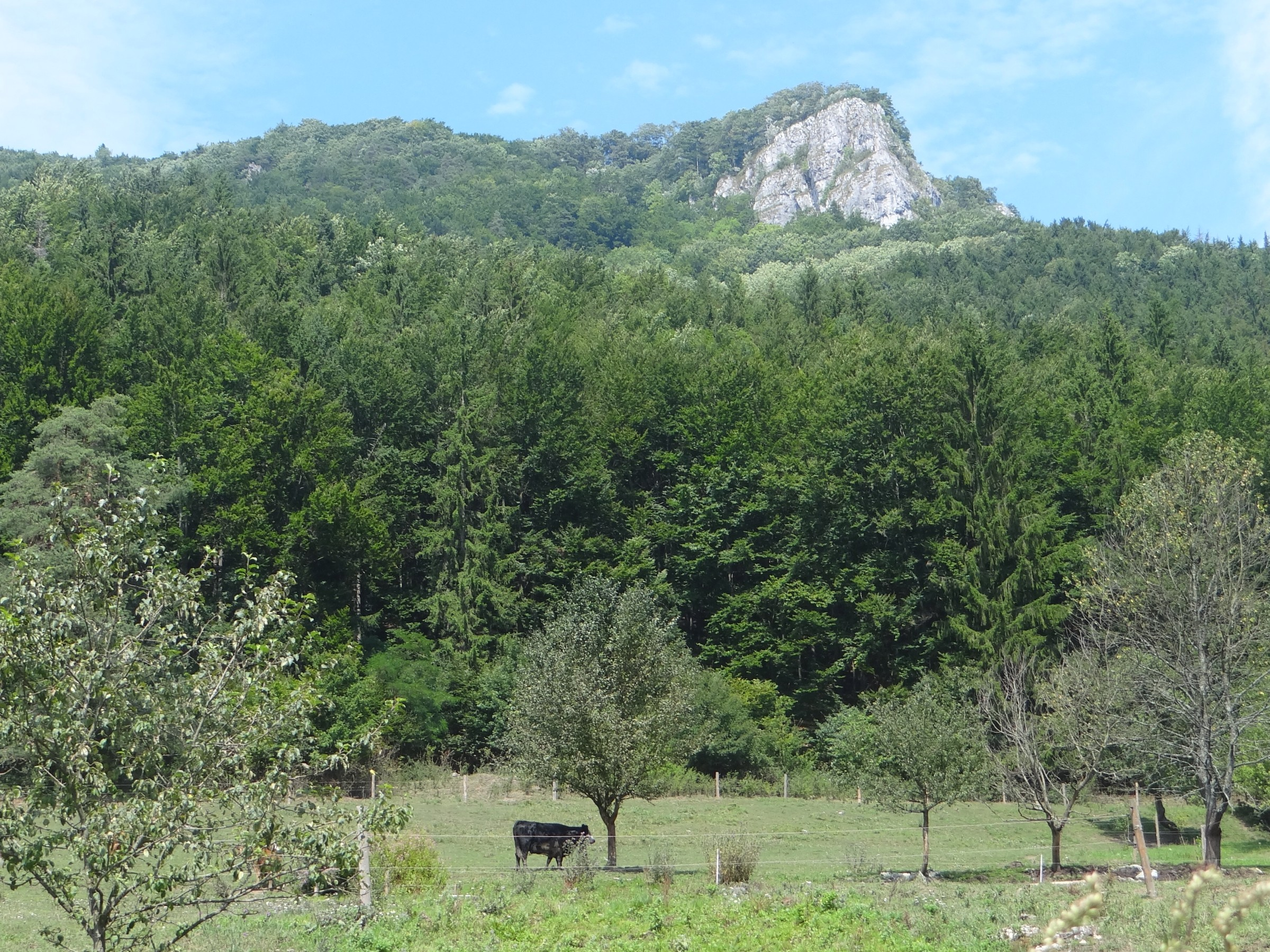
Katová skala
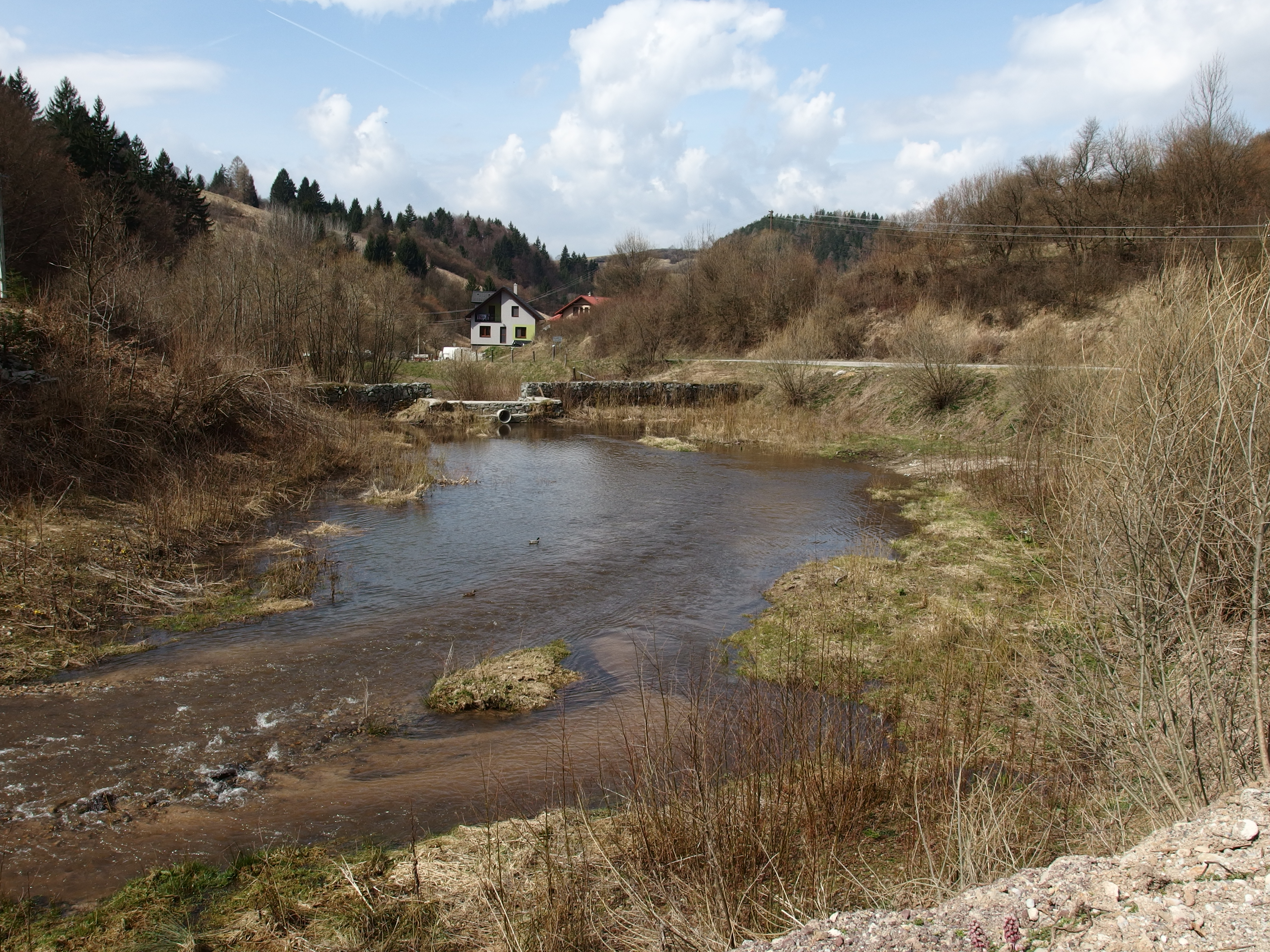
Hrádza